# T&C ミュージック
「T＆C・ミュージック」（てぃーあんどしー・みゅーじっく）は、1976年4月から1981年9月まで東京都港区赤坂に存在した芸能プロダクションである。

## 概要
1976年4月3日、日興証券を脱サラした貫泰夫が一攫千金を夢見て、やはり大手生命保険会社を脱サラした同郷の加納亨一と共に設立。貫が社長、加納が専務に就いた。貫、加納、小川の三人は、同じ広島市の出身で、広島市立幟町中学校時代に原爆の焼け野原で一緒にボールを追った野球部仲間だった。
貫が芸能プロを始めるにあたり、当時「アクト・ワン」という小さなプロダクションを持っていた相馬一比古に接触、「アクト・ワン」には、浅田美代子と有砂しのぶ、田中美智子（榊みちこ）と相馬とビクターのディレクター・飯田久彦が日本テレビの『スター誕生!』でスカウトした根本美鶴代と増田啓子（後のピンク・レディー）が所属しており、同社には4000万円の借金があった。貫が「アクト・ワン」を吸収する際、この4000万円の借金の肩代わりを同郷の総会屋・小川薫に頼んだことで、小川がスポンサーに付いてオーナーとなった。
社名の「T&C」は小川の命名で「トラスト・アンド・コンシエンス・カンパニー株式会社」の略。設立資金は小川が東京相互銀行の長田庄一会長を恐喝して巻き上げた金といわれている。また小川がピンク・レディー売り出しのために1億3000万円の運転資金を工面した。社長・貫泰夫、専務・加納亨一他の役員に制作部長・相馬、元ナベプロ総務部長・波多野和男らがいた。

## 歴史
浅田美代子が吉田拓郎との結婚で「T&C」を退社したため、ピンク・レディーの売り出しに社運を賭ける。相馬や総合プロデューサーの役割を担った阿久悠ら、超一流のスタッフが就いたこともあって、ピンク・レディーは爆発的ヒットを飛ばし社会現象にもなった。ピンク・レディーはデビューから半年後の1977年2月決算では4600万円の売上げだったが、1年後には10倍以上の6億4000万円となり、さらに1年後は18億9000万円の売上げを記録した。
「T&C」自体には問題はなかったものの、オーナーに総会屋がいたことが問題視された。「T&C」が総会屋の資金源になっている可能性があると1977年、警視庁組織暴力犯罪取締本部から職業安定法違反で書類送検されたのを始め、警視庁捜査四課から貫社長が何度も呼び出されるなど、スーパーアイドルと総会屋の接点がマスコミに書き立てられた。小川がギャンブルに一晩で数千万円、億単位の金を突っ込み、警察から余罪で追及を受けたこともあって1年後の1978年、これまで小川が出資したほぼ全額を支払い、小川はオーナーを降りた。
爆発的人気を得たピンク・レディーは、4年7ヶ月で280億円とも350億円とも約5年で300億円とも408億とも3年間で500億から1000億は稼いだとも言われたが、その後の第29回NHK紅白歌合戦出場辞退事件、アメリカ進出の影響（日本のマスコミはアメリカで失敗したと報道していたが、実際はシングル曲のKiss In The Darkがビルボードに37位でチャートインしたり、NBCのゴールデンタイムの冠番組を持つなど活躍した。）で人気が急降下した。ピンク・レディーがあまりに成功したため、天童よしみ、岸じゅんこ、天馬ルミ子、谷ちえ子、杉沢順、鹿取洋子ら次のタレントの売り出しが巧く行かなかった。またバーニングプロダクションから南沙織を引き抜いたり、短期間で急成長したこともあって同業者の妬みを買った。
1981年、薄給に疲れ果てたピンク・レディーが解散を申し出て同年3月31日、後楽園球場での解散コンサート終了で「T&C」との契約を解除した。解散後に芸名を根本美鶴代から改名した、MIEのみ倒産まで「T&C」に残ったが1981年9月、2度目の不渡り手形を出して「T&C」は倒産した。負債は3億円だった。
ピンク・レディーの活動期間は、わずか4年7ヶ月だったが、稼ぎ出したのは500億円とも言われているが、実際に所属事務所に入ったお金は50億円ほどであり、そのお金も「制作費などの諸費用により出費して、すべて消えてしまい、口座が維持できなくなってパンクしてやめた」と言う。バックになっていた総会屋にも、多くのお金が流れたという報道もある。
「T&C」のスタッフはバーニングプロダクションや傘下の事務所に移り、貫泰夫社長は芸能界から退いた。しかし、たった4年とはいえ、素人社長が始めた「T&C」の一時の芸能界での大成功は、素人の芸能プロ参入を増やした。
その後のピンク・レディーに関する版権や活動は、バーニングプロダクションが引き継いだ。「T&C」の制作部長～専務を務めた相馬一比古は、MIEの個人事務所を立ち上げ、マネジャーも兼務した。ピンク・レディーのチーフマネジャーだった春日進、関野治也は、後に小泉今日子のマネジャーになっている。

## 会社概要（1980年）
- 会社名：T＆C・ミュージック（てぃーあんどしー・みゅーじっく）株式会社
- 所在地：東京都港区赤坂3丁目12－3赤坂丸山ビル2階
- 代表取締役会長：貫泰夫
- 代表取締役社長：加納亨一
- 代表取締役専務：相馬一比古
- 専務取締役：橋本知弘
- 相談役：周防郁雄[37]
- 制作スタッフ：春日進、関野治也、寺本洋次、他

## 所属していたタレント
- ピンク・レディー
- 浅田美代子[16]
- 有砂しのぶ[16]。
- 田中美智子（榊みちこ）[16][28]
- 谷ちえ子[28][38]
- 児玉信二[28]
- 天馬ルミ子[28][39]
- 司美穂[16][28]
- コンドルズ[28]
- 天童よしみ[16]
- 岸じゅんこ[16][28]
- 南沙織[2][28][40]
- 水島ゆみ[28]
- 杉沢順[16][28][41]
- 叶和貴子[28]
- 鹿取洋子[31][28]
- 三好鉄生[28]